# Кротов, Александр Петрович
Александр Петрович Кротов — советский хозяйственный и политический деятель.

## Биография
Родился в 1910 году в селе Могрица. Член КПСС.
Окончил Сумский индустриальный техникум и Днепропетровский вечерний строительный институт.
В 1929—1937 гг. — техник-строитель, инженер-рационализатор, начальник отдела, офицер РККА, прораб, заместитель начальника, начальник участка, главный инженер Гражданстроя Днепропетровского завода имени Карла Либкнехта.
В 1937—1941 гг. — начальник цеха, заместитель директора, главный инженер Таганрогского завода имени Андреева.
В 1941—1946 гг. — заместитель директора Первоуральского новотрубного завода, управляющий трестом «Трубстрой».
Под руководством Кротова трест за выдающиеся успехи в строительстве мощностей Первоуральского новотрубного завода в условиях войны удостоен в 1943 году ордена Ленина.
В 1946—1948 гг. — управляющий трестом «Сталинградметаллургстрой».
В 1948—1950 гг. — управляющий трестами «Днепротяжстрой», «Дзержинскстрой».
В 1950—1951 гг. — начальник Главчерметстроя.
В 1951—1954 гг. — начальник Главалюминтяжстроя, начальник Главалюминстроя.
В 1954—1956 гг. — начальник Главюгстроя, Главсибдальстроя.
В 1956—1957 гг. — министр строительства предприятий металлургической и химической промышленности Казахской ССР.
В 1957—1958 гг. — первый заместитель министра строительства Казахской ССР.
В 1958—1959 гг. — министр строительства Казахской ССР.
В 1959—1961 гг. — управляющий трестом «Казметаллургстрой».
В 1961—1963 гг. — начальник отдела южных районов Управления капитального строительства Госплана СССР.
В 1963—1967 гг. — первый заместитель министра строительства РСФСР.
В 1967—1978 гг. — первый заместитель министра строительства СССР.
В 1978—1983 гг. — начальник отдела капитального строительства ВНИИ строительства.
Избирался депутатом Верховного Совета Казахской ССР 5-го созыва.
Умер в 2003 году в Москве.

## Награды
- Орден Ленина
- Орден Октябрьской Революции
- Орден Трудового Красного Знамени (четырежды)
- Орден Знак Почёта